# Triunghiul lui Bernoulli

Derivarea triunghiului lui Bernoulli (text gras albastru) din triunghiul lui Pascal (italice roz)

În matematică triunghiul lui Bernoulli este un tablou triunghiular ale cărui elemente sunt sumele parțiale ale coeficienților binomiali. Pentru orice întreg nenegativ n și pentru orice întreg k între 0 și n, componenta din rândul n și coloana k este dată de:
{\displaystyle \sum _{p=0}^{k}{n \choose p},}

Deoarece numerele compozițiilor lui n+1 în k+1 partiții ordonate formează triunghiul lui Pascal, numerele de compoziții ale lui n+1 în k+1 sau mai puține partiții ordonate formează triunghiul lui Bernoulli

adică suma primilor k coeficienți binomiali de ordinul n. Primele rânduri ale triunghiului lui Bernoulli sunt:
{\displaystyle {\begin{array}{cc|cccccc}&k&0&1&2&3&4&5\\n&&\\\hline 0&&1\\1&&1&2\\2&&1&3&4\\3&&1&4&7&8\\4&&1&5&11&15&16\\5&&1&6&16&26&31&32\end{array}}}
Similar cu triunghiul lui Pascal, fiecare componentă a triunghiului lui Bernoulli este suma a două componente din rândul precedent, cu excepția ultimului număr din fiecare rând, care este dublul ultimului număr din rândul precedent. De exemplu, dacă se notează {\displaystyle B_{n,k}} componenta din rândul n și coloana k, atunci:
{\displaystyle {\begin{aligned}B_{n,k}=&B_{n-1,k}+B_{n-1,k-1}&{\mbox{  dacă }}&k<n\\B_{n,k}=&2B_{n-1,k-1}&{\mbox{  dacă }}&k=n\end{aligned}}}

Șiruri din On-Line Encyclopedia of Integer Sequences în triunghiul lui Bernoulli

Ca și în triunghiul lui Pascal și în alte triunghiuri construite similar, sumele componentelor de-a lungul diagonalelor din triunghiul lui Bernoulli sunt numere Fibonacci.
Deoarece a treia coloană a triunghiului lui Bernoulli (k = 2) este un număr triunghiular plus unu, el formează șirul tăietorului leneș pentru n tăieturi, unde n ≥ 2. A patra coloană (k = 3) este analogul tridimensional, cunoscut ca numere de tort, pentru n tăieturi, unde n ≥ 3.
A cincea coloană (k = 4) dă numărul maxim de regiuni în problema divizării unui disc în regiuni pentru n+1 puncte, unde n ≥ 4.
În general, a (k+1)-a coloană dă numărul maxim de regiuni din spațiul k-dimensional format din n−1 hiperplane (k−1)-dimensionale, pentru n ≥ k. De asemenea, dă numărul de compoziții (partiții ordonate) ale lui n+1 în k+1 sau mai puține părți.